# 코이즈미 마야
코이즈미 마야(일본어: 小泉 麻耶, 1988년 7월 2일 ~ )는 일본의 그라비아 아이돌이다.